# Gérard Miedinger
Gérard Miedinger, auch Gérard Charles Miedinger (* 23. August 1912 in Zürich; † 26. Dezember 1995 in Zollikon), war ein Schweizer Grafiker, Ausstellungsgestalter und Plakatkünstler.

## Leben und Werk
Gérard Miedinger absolviere von 1928 bis 1932 eine Grafikerlehre. Danach besuchte er die Grafikfachklasse an der Kunstgewerbeschule Zürich, wo er 1934 bei Ernst Keller erfolgreich das Studium abschloss. 1934/1935 hielt sich Miedinger an der Académie Rason in Paris auf. Wieder in Zürich arbeitete er bei Orell Füssli und in einer Zürcher Werbeagentur.
Gérard Miedinger machte sich 1938 selbstständig. 1942, 1944, 1945 und 1952 erhielt er den Preis für das «Schweizer Plakat des Jahres». Sein berühmt gewordenes K-Sujet aus der Plakatserie für die Ausstellung des Zürcher Kunstgewerbemuseums von 1953 befindet sich in der Sammlung des Museum of Modern Art.
1954 gründete er in Zürich das «Atelier Miedinger», wo u. a. auch Ruedi Külling und Peter Vetter (* 1946) zeitweise mitarbeiteten. Ab 1950 gestaltete Miedinger während über 40 Jahren auf der Basis eines variablen, dreidimensionalen Konzepts die Schaufenster der Kreditanstalt (SKA) an der Zürcher Bahnhofstrasse. Diese Schaufenster zogen ebenso den Blick auf sich wie die von Miedingers entworfene markante Beschriftung des Bally-Gebäudes an der Bahnhofstrasse. Zudem war Miedinger an der Expo 58 in Brüssel und an der Expo 67 in Montreal als Gestalter für die Schweizer Pavillons mitverantwortlich.
Von 1968 bis 1972 war Gérard Miedinger Präsident des Verbands Schweizer Grafiker (VSG) und Jury-Mitglied der «Besten Schweizer Plakate». Ab 1975 war er Mitglied in der Alliance Graphique Internationale (AGI).
Gérard Miedinger wandte sich in seinen späten Lebensjahren wieder der freien Kunst zu und knüpfte damit an seine Pariser Zeit an.